# Магнус Карлсен
Свен Магнус Јен Карлсен (норв. Sven Magnus Øen Carlsen; Тенсберг, 30. новембар 1990) норвешки је шаховски велемајстор и тренутни светски првак у шаху. Карлсен је тренутно рангиран као први играч света. У јануару 2012. је постао седми број један у историји FIDE рејтинг листе. Његов највећи рејтинг је износио 2882, што представља најбољи учинак свих времена.
Карлсен је стекао титулу велемајстора 26. априла 2004. када је имао 13 година и 148 дана, па је по томе трећи најмлађи велемајстор у историји шаха. На јануарској ФИДЕ рејтинг листи за 2010. доспео је на прво место са 19 година и 32 дана, чиме је постао најмлађи играч у историји шаха коме је то успело, оборивши рекорд Владимира Крамника. Такође је освојио и светско првенство у брзопотезном шаху 2009. године.
Његов наступ на турниру у Нанкингу, у септембру и октобру 2009. стручњаци су оценили као један од најуверљивијих у историји шаха, што му је донело рејтинг од 2801 поена. Тако је постао тек пети играч који је достигао 2800 поена, али је са тада 18 година и 10 месеци био убедљиво најмлађи којем је то успело.
На основу рејтинга Карлсен се квалификовао за Турнир кандидата, на којем ће се добити изазивач актуелног светског првака Вишванатана Ананда на Светском првенству у шаху 2012. Међутим у новембру 2010 је обелоданио да се повлачи са Турнира кандидата, а као замена је ускочио Александар Гришчук.

## Детињство
Рођен у Тјонсбергу, округ Вестфол, Магнус тренутно живи у Ломдалену, округ Баерум, близу норвешке престонице Осла. Одиграо је свој први турнир у осмој години и убрзо након тога почео тренирати у средњој школи (за спортисте), код тада најбољег норвешког шахисте, велемајстора Симона Агденштајна. Агденштајн упознаје свог тадашњег штићеника Тјорборна Рингдала Хансена, тренутно интернационалног мајстора, са Карлсеном, након чега почињу њихови заједнички тренинзи сваке недеље, заједно са једним Карлсеновим блиским пријатељем. Поставши интернационални мајстор, Магнус добија дозволу из основне школе да паузира годину дана, како би узео учешће на јесењим турнирима у сезони 2003. Те исте године осваја треће место на Европском првенству за дечаке до дванаест година.

## Шаховска каријера

### 2004
Магнус по први пут скреће пажњу међународне шаховске јавности након победе у С групи Корус турнира у градићу Вајк ан Зе. Осваја 10,5 од могућих 13 бодова, изгубивши само једну партију (против најбоље рангираног играча групе, Душка Павасовића). Као резултат победе зарађује своју прву велемајсторску норму, са просечним учинком од 2702 поена. Посебно је значајна била победа против Шипке Ернста у претпоследњем колу, где Магнус, након ефектне жртве, матира свог противника у свега 29 потеза. Због овога осваја награду публике за најлепшу партију кола (укључујући и групе А и В). Интересантно је да су у партији Љанас-Густафсон играној годину дана раније у Мадриду, прва 23 потеза била идентична (партија је на крају завршена ремијем), али је Карлсенова новина у 24. потезу осигурала победу. Освајање првог места му омогућава да следеће године игра у још јачој В групи, а Лубомир Кавалек, извештавајући за Вашингтон пост назива Магнуса „шаховским Моцартом". Агденштајн, који је постао велемајстор са 18 година, у једном интервјуу изјављује да је Магнус знатно бољи играч него што је он био његових година. Такође примећује да његов ученик има изванредну меморију и необично широк спектар отварања. Магнусов подвиг запада за око Мајкрософту који убрзо постаје његов спонзор.
У фебруару је уследила и друга велемајсторска норма на Аерофлот опену у Москви. На блиц турниру у Рејкјавику, Исланд, Карлсен је 17. марта победио бившег светског првака Анатолија Карпова. Ово је била прелиминарна рунда након које је наредног дана кренула нокаут-фаза играна убрзаним темпом, где је Магнус у првој партији против Гарија Каспарова, у то време првог играча на светској ранг-листи, изборио реми, пре него што је у другој партија поражен у 32 потеза, што је значило његову елиминацију из даљег такмичења.
На шестом Дубаи опену играном од 18-28. априла, Карлсен осваја и трећу велемајсторску норму (чиме је и формално испуњен услов за стицање титуле велемајстора), након четири победе и ремија коло пре краја. Тиме постаје у то време најмлађи велемајстор, и други најмлађи велемајстор икада, после Сергеја Карјакина из Украјине, који је испунио норму током 2002. године, са 12 година и 7 месеци.
Магнус постаје и најмлађи шахиста икада који учествује на Светском шампионату одржаном те године, али испада већ у првој рунди нокаут-фазе након продужетака од Левона Ароњана.
У јулу Карлсен и Берге Остенстад (тада актуелни шампион Норвешке), деле прво место на националном шампионату, освојивши седам од могућих девет поена. Мини-меч од два партије је одлучивао победника. Пошто су обе партије завршене ремијем, Остенстаду је остала титула због већег броја победа у регуларном делу турнира.

### 2005
На Смартфиш мастерсу одржаном у оквиру шаховског фестивала за сезону 2004-05 у Драмену, Норвешка, Магнус побеђује Алексеја Широва, тадашњег броја 10 на светској ранг-листи. У јуну учествује на турниру играном убрзаним темпом у Сиудад де Леону, где у полуфиналу игра 4 партије против Вишванатана Ананда, тада светског броја 2. Карлсен губи овај меч са 3-1. Међутим, било је охрабрујуће што је Магнус добио позивницу за овај турнир као млади шахиста који највише обећава у 2005. години.
На шампионату Норвешке Карлсен поново дели прво место, овога пута са својим ментором Агденштајном. Мини-меч у продужетку је одржан од 7. до 10. новембра. Сада је Магнус имао већи број победа из претходне фазе, али је правило прелиминарне фазе ако се меч заврши 1-1 у међувремену укинуто. У тесној борби, Агденштајн добија прву а Карлсен другу партију, па се ушло у наредну фазу непрекидног играња по две партије убрзаним темпом све док е не одлучи победник. Карлсен добија прву а Агденштајн другу партију. Уследила је серија од три ремија, а затим Агденштајн добија шесту партију и постаје национални шампион.
Крајем године узима учешће на Светском купу у Ханти-Мансијску, Русија. На самом старту Карлсен изненађује тадашњег 44. шахисту света, Грузијца, Зураба Азмаипарашвилија, победивши у продужетку играном по убрзаном темпу 2-0, након 1-1 у стандардној временској контроли. Наставио је са сјајним играма, елиминисавши Таџика Фарука Амонатова и Бугарина Ивана Чепаринова (такође након продужетака), пласиравши се у осмину финала. Тамо је заустављен од Јевгенија Барејева 2,5-1,5, па је тако спречен да се пласира међу осам најбољих. У наставку такмичења, у мечевима за пласман победио је Јоела Лаутиера 1,5-0,5 и Владимира Малакхова 3,5-2,5, осигуравши минимум десето место а самим тим и учешће на турниру кандидата. Карлсен постаје најмлађи играч у историји који се пласирао на такмичење за светског првака.
У октобру, Магнус осваја Меморијални турнир Арнолда Еикрема у норвешком градићу Гаусдалу, освојивши 8 од могућих 9 поена, са просечном оценом од 2792 бода, у време када још није напунио 15. годину живота.

### 2006
На јануарској ФИДЕ ранг-листи, када је имао 15 година и 31 дан, Магнусов нови рејтинг је износио 2625 поена, чиме је постао најмлађи шахиста чији је рејтинг износио више од 2600 поена. У 2008. години је овај рекорд оборио Весли Со. На турниру у Вајк ан Зеу, у оквиру В групе, Карлсен је поделио прво место са Мотиљевим, освојивши 9 од 13 поена (+6,-1,=6). Због још једног сјајног наступа стиче право да наредне године наступи у најјачој А групи.
На првенству Норвешке, Магнус је био близу да освоји титулу у регуларном делу, али га је пораз у последњем колу од Остенстада приморао да поново дели прво место са Агденштајном. Овај пораз га је такође спречио да обори Агденштајнов рекорд и постане најмлађи национални првак икада. Ипак, у продужетку, играном између 19. и 21. новембра, је поразио свог учитеља 3-1. Прве две партије игране стандардним временом су завршене ремијем, али је Магнус добио након тога обе партије у убрзаном темпу, чиме је по први пут постао национални шампион.
Затим је уследила победа на Глитнир блиц турниру одржаном на Исланду. У полуфиналу је победио са 2-0 Вишванатана Ананда, најбољег светског играча брзопотезног шаха (2003. освојио светско првенство у убрзаном шаху, 2004. престижни Мелоди Амбер турнир у убрзаном и шаху на слепо, од 2007. званични светски првак). са истим резултатом Магнус је тријумфовао и у финалној борби.
Још један сјајан резултат је постигнут на 37. Шаховској олимпијади, 6 од 8 поена, против играча са просечним рејтингом од 2627 бодова, чиме је Магнус зарадио високих 18 поена на ФИДЕ ранг-листи (са просечном оценом од сјајних 2820 поена). Позната је и Магнусова победа на овом такмичењу против најбољег енглеског шахисте Мајкла Адамса.
На Миднајт Сан турниру, Магнус је направио пар грешака, што га је коштало првог места које је припало Сергеју Шипову (ФИДЕ рејтинг 2576 поена).
На познатом турниру у граду Билу, Карлсен осваја друго место, изгубивши обе партије од победника Александра Морозевича (једном као бели, једном као црни).
Током августа, у оквиру турнира у Амстердаму, Магнус је узео учешће на егзибиционом тимском мечу „Младост против искуства“. Меч је одигран између 22. и 28. августа. Победили су „млади“, односно звезде у успону, а Магнус је имао међу њима најбољи појединачни учинак 6,5/10, са просечном оценом од солидних 2700 поена. Захваљујући овом наступу добио је норму за учешће на Мелоди Амбер турниру наредне године.
У септембру је одржано Светско првенство у брзопотезном шаху у граду Ришон Ле Зион, Израел. Са остварених 7,5/15, Магнус је заузео солидно 8. место, у конкуренцији 16 такмичара.
На познатом турниру у убрзаном шаху у Кап д Еџу, Француска, Магнус се пробија до полуфинала, али ту губи од Сергеја Карјакина.
Нешто слабији наступ је био на Меморијалу Михаила Таља у Москви. Са два пораза и седам ремија, Карлсен се нашао на деоби осмог места у конкуренцији десет такмичара. У оквиру истог такмичења је уследио блиц турнир где је Магнус са учинком 17,5/34 заузео 9. место, од укупно 18 шахиста.

### 2007
На Корус турниру Карлсен по први пут наступа у најјачој групи А, али је морао да се задовољи само последњим местом након 9 ремија и 4 пораза, остваривши учинак 4,5/13.
На познатом турниру у Линаресу, Магнус се суочава са самом шаховском елитом: Веселин Топалов, Вишванатан Ананд, Петер Свидлер, Александар Морозевич, Левон Ароњан, Петер Леко и Василиј Иванчук (који замењује Тејмура Раџабова). Са значајно нижим рејтингом од свих осталих, успеће да се избори за друго место (након продужетака), са 7,5 поена након 4 победе, 7 ремија и 3 пораза са просечном оценом од 2778 поена.
У марту Карлсен по први пут наступа на Мелоди Амбер турниру у убрзаном и шаху на слепо, одиграном у Монте Карлу. У категорији играња на слепо Карлсен остварује 8 ремија и 3 пораза, и 3 победе, 7 ремија и једним поразом у убрзаној категорији. Са овим резултатом дели девето место у шаху на слепо, затим дели друго место у убрзаном шаху (изгубио једино од Ананда), заузимајући у укупном пласману 8. место.
Током маја и јуна је одржан Турнир кандидата, који је представљао квалификације за Светско првенство, одржано неколико месеци касније. Већ на самом старту је упарен са Левоном Ароњаном, противником из самог врха жреба. Меч од шест партија је завршен ремијем (+2,=2,-2), где Карлсен успева да изједначи у два наврата. Продужетак од четири меча по убрзаном темпу је поново завршен ремијем (+1,=2,-1), где се Магнус поново провлачи, добивши последњу партију. Коначно, Ароњан добија обе партије у брзопотезном шаху и елиминише Магнуса из даљег такмичења.
У јулу на новој ФИДЕ рејтинг листи, са 16 година и 7 месеци, Карлсен скаче на 2710 поена, чиме постаје најмлађи шахиста чији је рејтинг износио 2700 поена. Овај рекорд још није оборен.
Током јула и августа Карлсен осваја познати турнир у Билу, са две победе више него пораза (са просечном оценом од 2753 поена). Пошто је делио прво место са Александром Онишчуком, њих двоје играју продужетке. Након ремија у две партије убрзаног и брзопотезног шаха, Магнус побеђује у армагедон партији и осваја турнир. Тако постаје најмлађи шахиста који је освојио турнир категорије 18 (турнир где је просечан рејтинг играча између 2676 и 2700 поена).
Убрзо након овога успеха Карлсен узима учешће на Арктик челенџу у Тромсоу, али само четврто место уз 5 победа и 4 ремија је било помало разочаравајуће. У првој рунди Карлсен је одиграо само реми против свог школског друга Бреда Хагена (са више него скромним рејтингом од 2034 поена), након сто је у једном тренутку изгледало да Карлсен губи партију. Његова партија која је са овога турнира привукла највише пажње била је у шестој рунди против свога оца Хенрика Карлсена, коју је Магнус добио.
Крајем године, Магнус остварује још један резултат вредан пажње, пласиравши се у полуфинале Светског купа. Након победе над Мајклом Адамсом у осмини и Иваном Чепариновим у четвртфиналу, у полуфиналу је уследио пораз од Гате Камског са 1,5-0,5, који касније и осваја турнир.

### 2008
Играјући по други пут у најјачој групи на Корус турниру, Магнус показује велики напредак у односу на претходну годину. На крају осваја 8 од 13 бодова, са просечном оценом 2830 поена. Остварује 5 победа (укључујући и победу црним фигурама против бившег светског првака Владимира Крамника), 2 пораза и 6 ремија. На крају дели прво место са Ароњаном, чиме постаје најмлађи шахиста икада који је освојио турнир категорије 20 (просечан рејтинг учесника је 2726-2750).
На турниру у Линаресу, Карлсен још једним сјајним наступом добија просечну оцену изнад 2800 поена, освојивши 8 од 14 поена (5 победа, 3 пораза и 6 ремија). У неизвесној завршници, Магнус осваја друго место, са само пола бода заостатка за победником и актуелним светским прваком Вишванатаном Анандом.
У марту Магнус по други пут игра на Мелоди Амберу, који је по први пут одржан у Ници а не у Монаку. У категорији шаха на слепо бележи 4 победе, 4 ремија и 3 пораза, а у категорији убрзаног шаха 3 победе, 6 ремија и 2 пораза. У шаху на слепо дели пето место, а у убрзаном темпу је на деоби трећег. У коначном пласману, Магнус се нашао на деоби другог места.
Карлсен је као један од укупно 21-ог играча стартовао у ФИДЕ гран при 2008-09 циклусу од шест турнира, који је служио као квалификације за Светски шампионат 2012. Први у низу турнира је одржан током априла и маја у Бакуу, Азербејџан. Магнус дели прво место са Вугаром Гашимовим и Ванг Јуеом, са још једном просечном оценом изнад 2800 поена. Касније је одлучио да напусти овај циклус, а као разлог своје одлуке наводи драстичну промену правила за квалификационе норме, које је ФИДЕ направила у међувремену.
Убрзо након овога такмичења, Магнус је у егзибиционом мечу у убрзаном шаху поразио Петера Лека у Мишколцу, Мађарска, са 5-3 (2 победе и 6 ремија).
У јуну Магнус осваја веома јак Аеросвит турнир. У свом најбољем наступу у дотадашњој каријери, завршава учешће без пораза, са 8 од 11 поена (5 победа и 6 ремија) у турнирској категорији 19. Његова просечна оцена је износила изузетних 2878 поена.
Наступајући на турниру категорије 18 у Билу, Карлсен завршава као трећи са 6 од 10 поена (3 победе, 6 ремија и један пораз). Просечна оцена са овог наступа је износила 2741 поен, што је било по први пут да је добио оцену нижу од 2800 поена у 2008. години.
На светском првенству у брзопотезном шаху играном у Мајнцу, након пораза у финалу од браниоца титуле Ананда са 3-1 (2 пораза и 2 ремија). На путу до финала Карлсен се сусрео са Јудит Полгар (победа и реми), са Анандом (два ремија) и са Александром Морозовичем (2 ремија).
На турниру категорије 21- Билбао мастеру, Карлсен заузима друго место са просечном оценом 2768 (3 победе, 4 ремија и 3 пораза).

### 2009
Играјући у групи А у Корусу, Карлсен дели пето место са оценом 2739 (две победе, десет ремија и један пораз).
У Линаресу завршава као трећи са нешто бољом оценом од 2777 поена (3 победе, 9 ремија и 2 пораза). На овом турниру Магнус по први пут побеђује Светског шампиона Вишванатана Ананда као и победника турнира Александра Гришчука у партији са стандардном временском контролом.
Затим следи још један сјајан наступ на веома јаком М-Тел Мастерс (категорија 21) турниру у Софији, Бугарска, где дели друго место са Веселином Топаловим. Карлсенов пораз у последњој рунди против освајача титуле Алексеја Широва га је на крају спречио да заузме прво место.
Карлсен потом побеђује на турниру категорије 21 у Нанкингу, са великих 2,5 поена предности у односу на другопласираног Топалова, у то време светског броја један. Остварио је 8 од могућих 10 поена (6 победа, 4 ремија, без пораза), добивши сваку партију као бели (против Топалова, Ванг Јуеа, Лека, Раџабова и Јаковенка), и победивши против Јаковенка и као црни. Гледајући по просечној оцени од запањујућих 3002 поена, ово је најбољи резултат икада остварен. Ниједан други играч никада није добио овако високу оцену. Захваљујући овом бриљантном наступу, Магнусов нови рејтинг је скочио на 2801 поен, чиме је постао тек пети играч у историји који је прешао границу од 2800, али истовремено убедљиво најмлађи.
На Таљевом меморијалу играном од 5-14. новембра, Магнус стартује са седам узастопних ремија, али успешно финишира победама против Руслана Пономајрова и Петера Лека. На крају дели друго место са Василијем Иванчуком, иза победника Владимира Крамника.
Одмах након овог турнира уследило је Светско првенство у брзопотезном шаху, одиграном од 16. до 18. новембра у Москви. Са учинком од 28 победа, 6 ремија и 8 пораза Магнус постаје првак света, са три бода предности у односу на другопласираног Ананда.
У децембру Магнус узима учешће на Лондон класику, и то као први носилац у конкуренцији Владимира Крамника, Хикаруа Накамуре, Мајкла Адамса, Најџела Шорта, Ни Хуе, Лука Мекшејна и Давида Хауела. Већ у првој рунди побеђује Крамника и на крају осваја прво место са скором 13 од 21 (на турниру је коришћено неуобичајено бодовање, као у фудбалу победа 3 поена а реми 1, по стандардном бодовању Карлсенов скор би износио 5 од 7), поеном предности у односу на Крамника, са просечном оценом 2844. Овај тријумф му доноси на новој, јануарској ранг-листи светски број 1, чиме је прескочио дотадашњег лидера Веселина Топалова.
Магнусов просечан учинак у периоду од јула 2009. до јануара 2010. године на ранг-листи ФИДЕ му обезбеђује учешће на Турниру кандидата, у оквиру циклуса Светског шампионата у шаху 2012.
Почетком године Магнус ангажује као свог личног тренера бившег светског првака Гарија Каспарова. Њихова сарадња је потврђена у норвешкој штампи током септембра.
Као круна сезоне, Магнус добија Шаховски Оскар за 2009. годину. Ова престижна награда се додељује најбољем шахисти на крају године на основу анкете међу водећим шаховским стручњацима, новинарима и писцима, коју спроводи руски шаховски магазин 64.

### 2010
Уочи 2010 Магнус изјављује да ће играти мање турнира наредне године. Сарадња са Каспаровим је настављена све до марта.
У периоду од 16-31. јануара Карлсен по други пут осваја Корус, са 8,5 поена (5 победа, 7 ремија и 1 пораз). Његовим поразом од Крамника у деветој рунди је прекинут низ од 36 узастопних партија без пораза. У последњој рунди против Фабијана Каруане Карлсен запада у тешку позицију, али успева изборити реми и сачувати прво место са пола бода предности у односу на Крамника и Широва.
На мартовској ФИДЕ рејтинг-листи, Магнус поставља нови лични рекорд са 2813 поена, што је уједно и највиши скор икада после Каспарова. Међутим, у истом месецу је објављено и да је раскинута сарадња са Каспаровим и да он више неће бити ангажован као лични тренер, мада је Магнус у интервјуу немачком магазину Шпигел читаву причу ставио у други контекст и изјавио да ће остати у контакту са Гаријем као и да ће наставити да посећује његове тренинг сесије.
Још једна потврда Магнусовог успона била је и деоба првог места са Иванчуком на Мелоди Амберу у генералном пласману. Он остварује 6,5 поена у шаху на слепо и 8 у убрзаном шаху, што је укупно 14,5 од могућих 22 бода.
У мају је обелодањено да је Магнус помагао Вишванатану Ананду у припреми меча за титулу првака света против изазивача Веселина Топалова, који је Ананд добио 6,5-5,5 и тако одбранио титулу. Такође се сазнало и да је помагао Ананду и за Светско првенство 2007. и 2008. године.
На свом првом наступу након разлаза са Каспаровим, Магнус учествује на Базна Кингс турниру у Румунији од 14-25. јуна. Турнир се играо по дуплом раунд-робин систему а конкуренцију су чинили Ванг Јуе, Борис Гељфанд, бивши ФИДЕ светски првак Руслан Пономајров, Тејмур Раџабов и Ливиу-Дитер Ниспеану. Након три узастопна ремија на старту уследиле су и четири победе заредом, чиме је, у том моменту, Магнус поставио нови лични рекорд са 2825,1 поена. Завршио је турнир са 7,5 од могућих 10 поена и просечном оценом 2918, са пуна два бода предности у односу на другопласиране Гељфанда и Раџабова. Овај тријумф је оснажио Карлсенов број један на светској ранг-листи са 2826 поена. Једино је Каспаров успео остварити више поена а Карлсен се нашао на само 25 поена заостатка у односу на најбољи резултат икада.
Након летње паузе уследио је мини-турнир по убрзаном темпу, Арктик Секјурити Старс у Кристиансунду, Норвешка, од 28-30. августа. Учешће су још узели и актуелни светски шампион Вишванатан Ананд, женски број један Јудит Полгар и Јон Лудвиг Хамер. У прелиминарној раунд-робин рунди Магнус је са скором 3,5 од 6 заузео друго место, иза Ананда, чиме се пласирао у финале. У финалу је Магнус добио Ананда 1,5-0,5, чиме је освојио турнир.
Међутим, након тога је дошло до изненадног пада на наредна два такмичења. На 39. Шаховској олимпијади од 19. септембра до 4. октобра, остварен је просечан учинак 4,5 од 8 поена, са чак три пораза црним фигурама, од Јобаве Бадура, Мајкла Адамса и Санана Сјугирова. Ово су уједно били и први Карлсенови порази црним фигурама након више од годину дана. Репрезентација Норвешке је заузела скромно 51. место у кокуренцији 149 тимова.
Следећи турнир је био велико финале Гренд слем Мастерса у Билбау, од 9. до 15. октобра. На овај турнир Магнус се директно квалификовао као освајач три од претходна четири турнира из Гренд слем серије (Нанкинг 2009, Корус 2010 и Базна Кингс 2010). Заједно са њим на турниру је учествовао Ананд, као и најбоља двојица шахиста из прелиминарног турнира одржаног септембра у Шангају. На овом турниру су наступили Владимир Крамник, Левон Ароњан, Алексеј Широв и Ванг Хао, а квалификовали су се Широв и Крамник. Просечан рејтинг учесника пре почетка турнира је износио 2789 поена, што је говорило да се ради о најјачем турниру у историји шаха. У првој партији Карлсен губи црним фигурама у Даминој индијској одбрани од Крамника, што је представљао његов други узастопни пораз од бившег светског првака, чиме му је број 1 на светској ранг-листи био озбиљно угрожен. У другој рунди нови пораз, овога пута од Ананда и то са белим фигурама у Шпанској партији, а са овим поразом је Карлсен у тренутном рејтингу пао на друго место светске листе иза Ананда. У каснијим партијама Магнус је донекле поправио утисак након победе над Шировим, окончавши турнир са 2,5 од 6 поена, а турнир је освојио Крамник са 4 од 6 поена. Почетком новембра на новој званичној ранг-листи ФИДЕ Магнусов рејтинг пада на 2802 поена, иза Анандових 2804, чиме је званично завршена његова владавина као светског броја један. Ово изненадно назадовање је покренуло шпекулације у јавности о томе да ли неке Карлсенове активности, као што је манекенство за престижну холандску марку одеће Г-стар, одвлаче пажњу од шаховске табле. Магнус је изјавио да не верује да његове ваншаховске актиности имају икакав деректан утицај на нешто слабије резултате, те је изразио очекивање да његов нови успон почиње већ на наредном турниру у Нанкингу, где је протекле године остварио свој најбољи резултат у досадашњој каријери (8 од 10 поена).
Уследио је већ споменути турнир у Нанкингу, од 19-30. октобра, а конкуренцију су чинили Ананд, тадашњи светски број два Топалов, Вугар Гашимов, Ванг Јуе и Етјен Бакрот. Ово је био једини турнир у 2010. години на коме су учествовали, у том тренутку, тројица водећих играча на светској ранг-листи, Карлсен, Ананд и Топалов, а уједно и једини турнир у историји на коме су играла тројица шахиста који су у том тренутку имали рејтинг изнад 2800 поена. Са три узастопне победе белим фигурама, против Бакрота, Јуеа и Топалова, Магнус је стекао рано вођство, са укупно осам узастопних победа са белима на турниру, рачунајући и протеклу годину. у 7. рунди је овај низ коначно прекинут ремијем са Анандом, а прво место је обезбеђено победом у претпоследњој рунди црним фигурама против Топалова, са скором 6,5 од 9 и другом победом на турниру против бившег светског броја 1. Магнусов коначан учинак је износио 7 од 10 бодова (са сјајном просечном оценом од 2903 поена), чиме је обезбеђено учешће на Гренд слем Мастерс финалу наредне године. Са пуним поеном предности у односу на другопласираног Ананда, чиме је Карлсен, у актуелном рејтингу, повратио светски број један.
На Светском првенству у брзопотезном шаху у Москви од 16-18. новембра Карлсен је бранио своју прошлогодишњу титулу. Са учинком 23,5 од 38, завршио је на трећем месту иза Тејмура Раџабова и победника Левона Ароњана.
Крајем године, на реду је још једна одбрана титуле, овога пута на Лондон класику, од 8-15. децембра. Ове године је конкуренција додатно ојачана учествовањем светског првака Вишванатана Ананда. Остали такмичари су: бивши светски шампион Владимир Крамник, најбољи амерички шахиста Хикару Накамура, као и водећи енглески играчи Мајкл Адамс, Најџел Шорт, Дејвид Хауел и Лук Мекшејн.

## Стил игре
Као чудо од детета, Магнус је био препознатљив по атрактивном нападачком стилу. Његова победа против Шипке Ернста у С групи Коруса 2004, која је завршена сјајном мат комбинацијом, била је добар пример оваквог стила, који је изазвао дивљење код одређеног броја играча. Како је играчки сазревао, схватио је да овакав рискантан начин игре није превише мудар у дуелима против светске елите. Почев од 2005. године, све се више суочавао са далеко искуснијим шахистима, па је неретко западао у велике проблеме у отварању и средишњици. Напредујући, постао је универзални тип играча, способан да барата свим врстама позиција. У отварању, Магнус је балансирао између необично великог броја отварања. Уместо да се, као већина других шахиста, специјализује за одређени тип отварања са д4 или е4, играо је подједнако обе врсте, што је био и део тактике збуњивања противника, којима је отежао припрему за мечеве против њега.
Од времена када је постао Магнусов лични тренер, Каспаров је више пута изјавио да је Карлсен позициони тип играча, сличан бившим светским првацима као што су Анатолиј Карпов, Хосе Раул Капабланка и Василиј Смислов. Дугорочни циљ овог типа играча је задобијање статичке предности (заузимање простора и развијање пешачке структуре), наспрам тактичког типа, који бира динамичку предност (преузимање иницијативе). Бивши светски прваци познати по тактичком стилу били су, поред Каспарова и Боби Фишер и Михаил Таљ.